# Jean-Pierre Blanchard
Jean-Pierre François Blanchard (ur. 4 lipca 1753 w Les Andelys, zm. 7 marca 1809 w Paryżu) – francuski wynalazca, pionier lotnictwa i baloniarstwa.

## Życiorys
Przyszły aeronauta przyszedł na świat w ubogiej rodzinie pochodzącej z Normandii. Od młodzieńczych lat fascynował się ideą latania. Usiłował stworzyć maszynę latającą na bazie konstrukcji roweru, doczepiając do niego skrzydła, ale ostatecznie zrezygnował z eksperymentów ze skrzydłami, skupiając się na konstrukcji balonu.  5 maja 1782 wzniósł się balonem własnej konstrukcji na wysokość 7 m. Blanchard swój pierwszy, zakończony sukcesem, lot odbył 2 marca 1784 startując z Pól Marsowych w Paryżu balonem wypełnionym wodorem.
7 stycznia 1785 wraz z amerykańskim naukowcem Johnem Jeffriesem odbył pierwszy udany lot balonem nad kanałem La Manche. Wynalazł spadochron w 1784 roku.
W niedzielę 10 maja 1789, krótko po godz. 13, wystartował z ogrodu Foksal w Warszawie, w obecności króla Stanisława Augusta Poniatowskiego. Swój lot tego dnia Blanchard zakończył po ok. 45 min (niektóre źródła podają, że lot trwał 49 min.) i pokonaniu ponad 7 km, lądując na Białołęce. Balon wzniósł się na wysokość 2 km (według innych źródeł osiągnął nawet 3,5 km). Był to pierwszy lot balonem w Polsce, a jednocześnie 34. udany lot Blancharda. Podczas przygotowań do lotu mieszkał on w Warszawie na Nowym Mieście pod nr 280 (kamienica Dulfusa).
27 maja 1789, późnym popołudniem, Blanchard wystartował z placu przy nieistniejącej już dziś Bramie Fryderycjańskiej, w pobliżu Ostrowa Tumskiego (Wrocław). Lądowanie nastąpiło we wsi Marcinowo niedaleko Trzebnicy. Podczas lotu balon osiągnął wysokość ok. 1100 m.